# Russisch-tschechische Beziehungen
Die Russisch-tschechischen Beziehungen sind das zwischenstaatliche Verhältnis der Russischen Föderation und der Tschechischen Republik.
Die Tschechoslowakei war als Mitglied des Warschauer Paktes ein militärischer und politischer Verbündeter des Sowjetunion gewesen. Nach dem Fall des Eisernen Vorhangs trat Tschechien der EU und NATO bei. Die Beziehungen zu Russland waren dagegen wechselhaft, wobei Tschechien weiter russische Rohstoffe importierte. Nach der russischen Annexion der Krim 2014 und dem Bekanntwerden russischer Spionage- und Sabotageaktionen auf tschechischem Boden trübten sich die russisch-tschechischen Beziehungen deutlich ein. Der russische Angriff auf die Ukraine 2022 hat zu einem endgültigen Bruch zwischen beiden Ländern geführt. Tschechien hat seitdem seine diplomatischen Kontakte mit Moskau auf ein Minimum reduziert, sich den Sanktionen gegen Russland angeschlossen und sich von russischen Energielieferungen unabhängig gemacht.

## Geschichte

### Böhmen und Russland
Im Mittelalter bestanden nur wenige direkte Kontakte zwischen den böhmischen Ländern und den ostslawischen Fürstentümern (Kiewer Rus und Nachfolgestaaten). Die große geografische Distanz und die kulturell-religiöse Trennung (katholisches Mitteleuropa versus orthodoxe Rus) ließen wenig Berührungspunkte außerhalb einiger Handelskontakte zu.
Nach der Eingliederung Böhmens in die Habsburgermonarchie (1526) entwickelten sich die Kontakte allmählich. Im 17. und 18. Jahrhundert waren Österreich (zu dem die böhmischen Länder gehörten) und Russland zeitweise Verbündete, etwa in den Kriegen gegen Preußen (Siebenjähriger Krieg 1756–1763) und Napoleon. Zugleich konkurrierten Wien und St. Petersburg um Einfluss in Osteuropa (beispielsweise bei den polnischen Teilungen). Im 19. Jahrhundert entstand in den böhmischen Ländern eine panslawistische Strömung: Einige tschechische Nationaldenker betrachteten das Zarenreich als Schutzmacht aller Slawen und lernten begeistert die russische Sprache. Bald wurden jedoch auch kritische Stimmen laut. So warnte der Publizist Karel Havlíček Borovský nach einem Russlandaufenthalt, die Russen behandelten andere Slawen nicht wirklich als Brüder, sondern mit arroganten Machtansprüchen. Dies führte schon früh zu einem ambivalenten Verhältnis von Teilen der tschechischen Nationalbewegung zum „großen Bruder“.

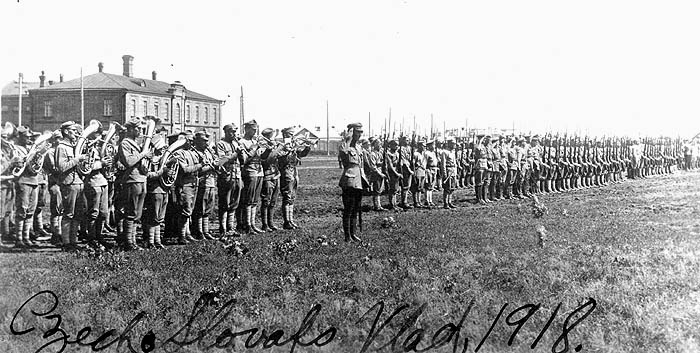
Soldaten der Tschechoslowakischen Legion während des Russischen Bürgerkriegs in Wladiwostok (1918)

Während des Ersten Weltkriegs kämpften zahlreiche tschechische Soldaten in der österreichisch-ungarischen Armee gegen Russland. Zehntausende gerieten an der Ostfront in russische Kriegsgefangenschaft. Aus diesen Gefangenen formierte sich 1917/18 die Tschechoslowakische Legion, die in Russland auf Seiten der Entente und später auf Seiten der Weißen Armee im Russischen Bürgerkrieg kämpfte.
Nach Kriegsende 1918 gestalteten Böhmen und Mähren ihre Entwicklung außerhalb des Habsburgerreichs als multinationale bürgerliche Demokratie innerhalb der Ersten Tschechoslowakischen Republik, während die Bolschewiki den Bürgerkrieg gewannen und die Sowjetunion gründeten.

### Zwischenkriegszeit
Die Tschechoslowakei und die Sowjetunion gingen anfangs ideologisch und diplomatisch auf Distanz. Das Engagement der Tschechoslowakischen Legion im russischen Bürgerkrieg und die Furcht vor dem Kommunismus prägten in Prag eine vorsichtige Haltung. Die tschechoslowakische Hauptstadt wurde in den 1920er-Jahren ein Zufluchtsort für russische Emigranten. Unter Präsident Tomáš Garrigue Masaryk startete Prag die sogenannte „russische Aktion“, in deren Rahmen über 25.000 russische Flüchtlinge (vor allem Intellektuelle und ehemalige Weißgardisten) aufgenommen und finanziell unterstützt wurden. So wurde die Stadt zu einem Zentrum der russischen Exilantenkultur und der russisch-orthodoxen Kirche im Ausland.
Erst 1934 erkannte die Tschechoslowakei die Sowjetunion offiziell an und nahm reguläre Beziehungen auf. Am 16. Mai 1935 unterzeichneten beide Länder in Reaktion auf die Machtübernahme von Hitler in Deutschland einen Beistandspakt, der im Falle eines unprovozierten Angriffs sowjetische Hilfe für Prag vorsah. Allerdings war diese gegenseitige Beistandszusage an die Bedingung geknüpft, dass auch Frankreich als tschechoslowakischer Hauptverbündeter militärisch Beistand leisten würde. Im Zuge der Sudetenkrise 1938 signalisierte Moskau zwar grundsätzlich Bereitschaft, Prag gegen NS-Deutschland zu unterstützen – doch die westlichen Alliierten gaben im Münchner Abkommen Hitlers Forderungen nach, ohne die Sowjets einzubinden. Der sowjetische Hilfswille blieb daher folgenlos. Im März 1939 zerschlug das Deutsche Reich die „Rest-Tschechoslowakei“ und wenige Monate später schlossen Hitler und Stalin den deutsch-sowjetischen Nichtangriffspakt.

### Zweiter Weltkrieg
Mit der Annexion der Tschechoslowakei formierte sich die tschechoslowakische Exilregierung in London unter Führung von Präsident Edvard Beneš. Nach dem Beginn des deutschen Überfalls auf die UdSSR nahm diese umgehend Verhandlungen mit Moskau auf. 1943 unterzeichneten Beneš und Stalin in Moskau einen Freundschafts- und Beistandspakt, der die Basis für enge nachkriegszeitliche Beziehungen legte. In der Sowjetunion wurde unter General Ludvík Svoboda ein tschechoslowakisches Armeekorps aufgestellt, das 1944/45 an der Befreiung des eigenen Landes mitwirkte. Die Rote Armee stieß derweil 1944 von Osten her bis in die Slowakei vor und eroberte Anfang 1945 weite Teile Mährens und Schlesiens von der deutschen Besatzung.
Prag selbst wurde im Mai 1945 befreit – allerdings ging der letzte Aufstand in der tschechischen Hauptstadt von der einheimischen Widerstandsbewegung aus, unterstützt durch übergelaufene Einheiten der sogenannten Russischen Befreiungsarmee (ROA) unter General Wlassow. Diese antistalinistischen russischen Soldaten, die zunächst an Hitlers Seite gekämpft hatten, wechselten kurz vor Kriegsende die Front und halfen, Prag vom NS-Regime zu befreien. Ihr kontroverser Beitrag wurde jahrzehntelang verschwiegen und ist erst in der heutigen Erinnerungskultur Thema geworden. 2019 beschloss Prag eine Gedenktafel für die Wlassow-Soldaten zu errichten, was Protest aus Moskau auslöste.

### Kalter Krieg
In den ersten Nachkriegsjahren behielt die Tschechoslowakei formal ein pluralistisches System, doch stieg der Einfluss der pro-sowjetischen Kommunistischen Partei schnell an. Im Februar 1948 übernahmen die Kommunisten unter Klement Gottwald in Prag die Macht (Februarumsturz) – unterstützt durch sowjetischen politischen Druck. 1949 schloss die neue Regierung einen „Vertrag über Freundschaft, gegenseitigen Beistand und Zusammenarbeit“ mit der Sowjetunion ab, der die Tschechoslowakei zu einem sowjetischen Satellitenstaat machte. Es folgten stalinistische Repressionen im Inneren mit Schauprozessen wie dem Slánský-Prozess 1952. Spätestens Mitte der 1960er Jahre war das Prestige, das der Sowjetkommunismus in der Bevölkerung durch die Befreiung von den Nazis genossen hatte, einer großen Ernüchterung gewichen.

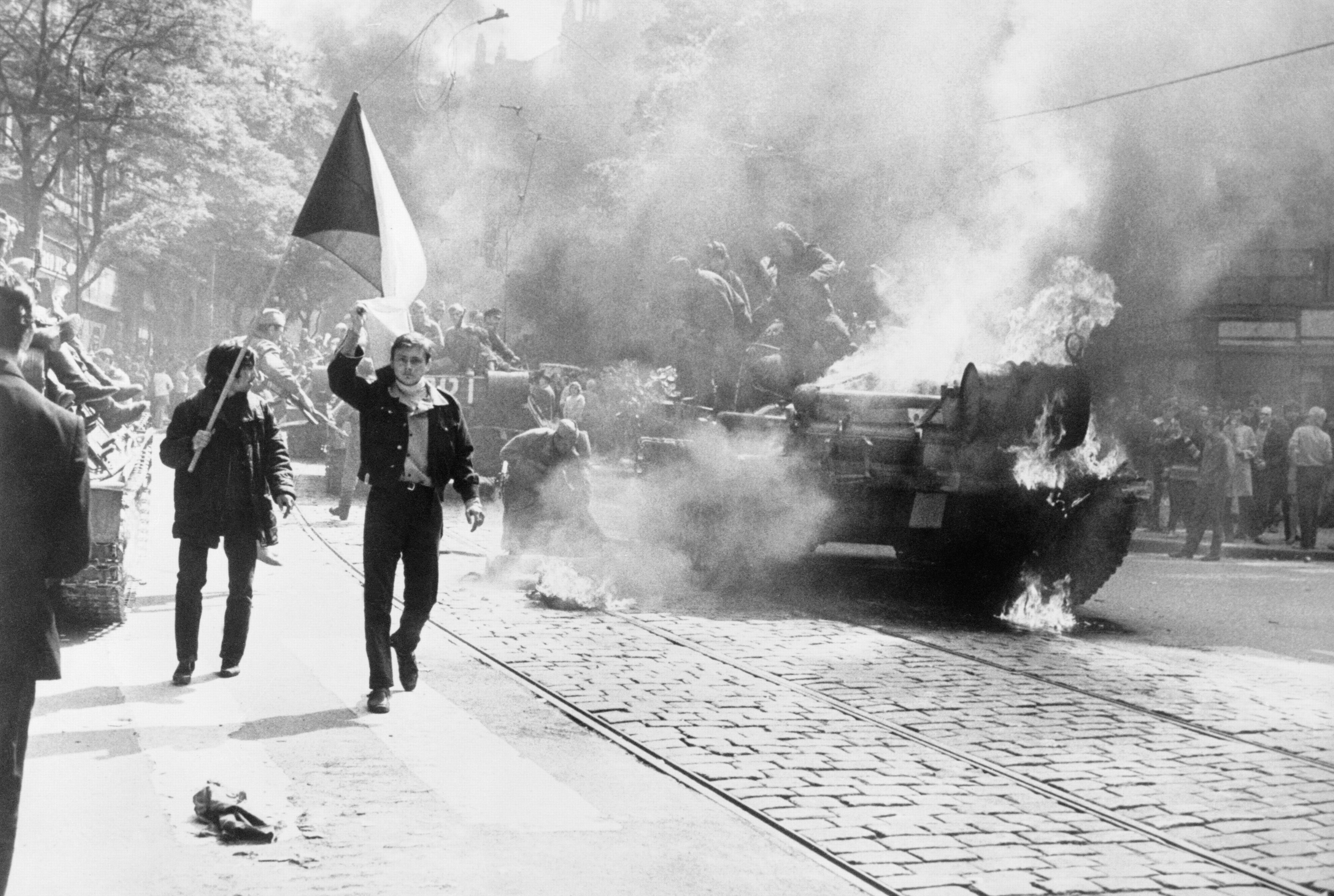
Brennender sowjetischer Panzer in Prag (1968)

Im Frühjahr 1968 versuchte die tschechoslowakische Führung unter Alexander Dubček in Reaktion auf die Unzufriedenheit, einen „Sozialismus mit menschlichem Antlitz“ zu verwirklichen, was als Prager Frühling bekannt wurde. Moskau betrachtete das als gefährliche Abweichung. Am 21. August 1968 marschierten Truppen des Warschauer Pakts unter sowjetischem Kommando in die ČSSR ein und beendeten gewaltsam den Prager Frühling, von sowjetischen Staatsmedien dargestellt als „brüderliche Hilfe“. Etwa 100 Menschen kamen während der Invasion ums Leben, viele weitere wurden verletzt. Anschließend stationierte Moskau dauerhaft rund 75.000 Sowjetsoldaten in der Tschechoslowakei, die faktisch als Besatzungsarmee bis 1991 im Land blieben.
Die Ereignisse von 1968 hinterließen tiefe Ressentiments in der Bevölkerung. Russisch war zwar Pflichtfach in den Schulen, doch war die sowjetische Kultur für viele Tschechen nun unattraktiv. Erst in den späten 1980er-Jahren entspannte sich das Verhältnis im Zuge von Michail Gorbatschows Reformpolitik. Als im November 1989 die Samtene Revolution in Prag ausbrach, verzichtete die Sowjetführung darauf, einzugreifen – ein wesentlicher Unterschied zu 1968. Mit dem Ende der kommunistischen Herrschaft und der Auflösung des Warschauer Pakts 1991 kam es zum Abzug der sowjetischen Truppen: Am 21. Juni 1991 verließ der letzte russische Militärkonvoi die ČSFR, woran bis heute offiziell erinnert wird.

### Tschechien und Russland nach 1990

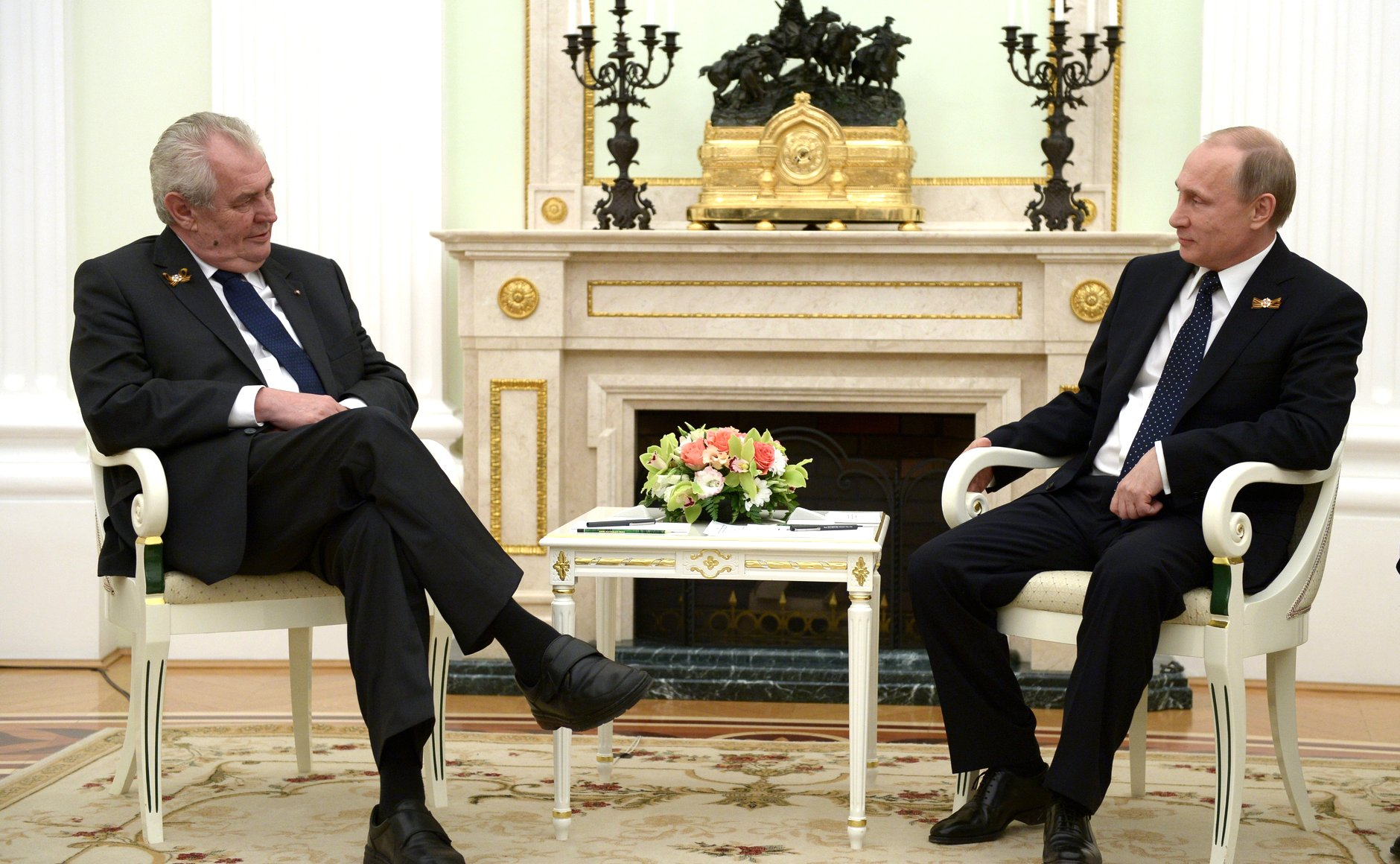
Miloš Zeman mit Wladimir Putin (2015)

1993, kurz nach Entstehen der eigenständigen Tschechischen Republik, unterzeichneten Präsident Václav Havel und sein russischer Amtskollege Boris Jelzin einen tschechisch-russischen Freundschaftsvertrag. Sicherheitspolitisch orientierte sich Tschechien jedoch nach Westen und trat 1999 der NATO und 2004 der EU bei, wobei insbesondere die NATO-Osterweiterung in Moskau Kritik auslöste.
In den 1990er- und 2000er-Jahren wechselten sich in Prag eher russlandkritische und eher russlandfreundliche Töne ab. Präsident Havel sowie der spätere Außenminister Karel Schwarzenberg (2007–2009, 2010–2013) mahnten zur Distanz gegenüber autoritären Tendenzen im Kreml und kritisierten z. B. den Russisch-Georgischen Krieg. Andererseits pflegten einige tschechische Politiker pragmatische oder gar freundschaftliche Kontakte nach Moskau – etwa Präsident Václav Klaus (2003–2013) und besonders sein Nachfolger Miloš Zeman (2013–2023), die beide persönliche Nähe zu Wladimir Putin suchten.
Im April 2021 gab die tschechische Regierung bekannt, dass russische Agenten des GRU für zwei Explosionen in einem Munitionslager in Vrbětice (Ostmähren) im Jahr 2014 verantwortlich seien. Bei dem Sabotageakt waren zwei Tschechen ums Leben gekommen. Die Affäre führte zu einem diplomatischen Eklat und der gegenseitigen Ausweisung von Diplomaten. Die tschechische Regierung schloss Russland außerdem von der Ausschreibung für den Ausbau des Kernkraftwerks Dukovany aus.
Der russische Überfall auf die Ukraine seit 2022 verschlechterte die Beziehungen weiter und unter Präsident Petr Pavel gehörte Tschechien zu den entschlossensten Unterstützern der Ukraine, unter anderem mit der tschechischen Munitionsinitiative.

## Wirtschaftsbeziehungen
Die UdSSR war bis 1990 der dominante Handelspartner der Tschechoslowakei; im marktwirtschaftlich orientierten Tschechien sank die Bedeutung Russlands jedoch rapide. Anfang der 2010er-Jahre erreichte der bilaterale Handel noch einmal ein Hoch, fiel aber infolge der Ukraine-Krise 2014 und anschließenden Sanktionen stark ab. Im Jahr 2021 belegte Russland in der Rangliste der tschechischen Außenhandelspartner nur noch Platz 10 – es nahm etwa 2 % der tschechischen Exporte ab und lieferte rund 3,5 % der Importe. Ein Anteil der weiter sank, als sich Tschechien den noch einmal verschärften Sanktionen gegen Russland seit dem Überfall auf die Ukraine anschloss.
Der Hauptteil des Handels bestand aus Erdöl und Erdgas. Beim Erdgas bezog Tschechien bis vor Kurzem den Großteil aus Russland – im Jahr 2020 kamen etwa 74 % des Gasangebots direkt von Gazprom, weitere ca. 14 % über Importe aus Deutschland (die aber ebenfalls russisches Gas enthielten). Bereits ab Mitte 2022 gingen die Gasbezüge aus Russland drastisch zurück und wurden durch Lieferungen aus Norwegen, LNG-Terminals und westeuropäischen Märkte ersetzt. Im April 2025 gab Premierminister Petr Fiala schließlich bekannt, dass Tschechien keinerlei russisches Öl mehr importiert – nach über 60 Jahren Bezugszeit über die „Druschba“-Pipeline.
2017 besuchten noch eine halbe Million russischer Touristen Tschechien. 2022 schloss Tschechien seine Grenzen für russische Touristen.

## Russische Spionage und Sabotage in Tschechien
Tschechien gehört als mittelgroßes, westlich orientiertes Land mit sensibler Infrastruktur (z. B. ein internationales Zentrum für Cyberforschung in Prag), zentraler Lage in Europa und historisch großer russischer Diaspora zu den bevorzugten Zielen russischer Geheimdienste in Mitteleuropa. Jahrelang galt die russische Botschaft in Prag als einer der personell am stärksten besetzten diplomatischen Vertretungen weltweit – was nach Einschätzung westlicher Dienste auch der Koordinierung von Spionage diente.
2016 wurden tschechische Ministerien und die Armee gehackt, wobei hinter den Angriffen die russische Hackergruppe APT28 („Fancy Bear“) vermutet wurde. Parallel dazu stellte der tschechische Geheimdienst eine gezielte Desinformationskampagne fest: Über pro-russische Websites und soziale Medien in tschechischer Sprache wurden falsche oder verzerrte Nachrichten verbreitet.
Im Frühjahr 2020 kam es zur sogenannten „Rizin-Affäre“: Der tschechische Wochenmagazin Respekt enthüllte, dass ein russischer Geheimagent mit Diplomatenpass im März 2020 nach Prag eingereist sei – angeblich mit dem Gift Rizin im Gepäck. Ziel des möglichen Anschlags sollen drei Prager Kommunalpolitiker, darunter Bürgermeister Zdeněk Hřib, gewesen sein, die zuvor Moskau verärgert hatten.
Russland soll auch für direkte Sabotageaktionen in Tschechien verantwortlich sein, wie bei zwei Explosionen in Munitionsdepot Vlachovice 2014, wofür die Einheit 29155 des russischen GRU verantwortlich gemacht wurde. Die NATO verurteilte die Sabotageaktion.